# Usa Hachiman-gū
L'Usa Hachiman-gū (宇佐八幡宮), aussi appelé Usa-jingū (宇佐神宮), est un sanctuaire shinto situé dans la ville d'Usa, préfecture d'Ōita au Japon. L'empereur Ojin, qui a été déifié en Hachiman-jin (le dieu tutélaire des guerriers), est vénéré dans tous les sites qui lui sont dédiés ; et le premier et plus ancien d'entre eux a été fondé à Usa au début du VIIIe siècle. Usa-jingū a longtemps bénéficié du patronage impérial et ne le cède en prestige qu'à Ise-jingū selon Helen Hardacre.

## Histoire
Le sanctuaire est fondé en Kyushu durant l'époque de Nara. D'anciens documents situent la fondation d'Usa-jingū à l'ère Wadō (708-714). Un temple appelé Miroku-ji a été construit à ses côtés en 779, ce qui en fait ce que l'on croit être le premier de tous les sanctuaires-temples (jingū-ji). Le complexe mixte résultant, appelé Usa Hachimangu-ji (宇佐八幡宮寺, sanctuaire-temple Usa Hachiman), dure plus de mille ans jusqu'en 1868, lorsque la partie bouddhiste a été éliminée pour se conformer à l'acte de séparation des kamis et des Bouddhas. C'est à présent le centre dont sont issus plus de 40 000 sanctuaires Hachiman-jinja. Le sanctuaire Usa Hachiman est mentionné pour la première fois dans les chroniques de l’histoire impériale durant le règne de l'impératrice Shōtoku. L'impératrice aurait eu une liaison avec un moine bouddhiste nommé Dōkyō. Il se rapporte qu'un oracle aurait proclamé que le moine devait être fait empereur et le kami Hachiman à Usa a été consulté pour vérification. L'impératrice est cependant décédée avant que quoi que ce soit ne se fasse.
Usa Hachiman-gū a été désigné comme sanctuaire shinto de tête (ichi-no-miya) pour l'ancienne province de Buzen.
De 1871 jusqu'en 1946, Usa est officiellement classé parmi les kanpei-taisha (官幣大社), ce qui signifie qu'il est au premier rang des sanctuaires financièrement soutenus par l'État dans le « système moderne de classement des sanctuaires shinto ». Les autres sanctuaires Hachiman honorés de la même façon sont Iwashimizu Hachiman-gū à Yawata, préfecture de Kyoto et Hakozaki-gū de Fukuoka, préfecture de Fukuoka.

### Mikoshi
Le premier emploi documenté d'un mikoshi remonte au VIIIe siècle. En 749 en effet, le mikoshi du sanctuaire est utilisé pour transporter l'esprit de Hachiman de Kyushu à Nara où la divinité doit protéger la construction du grand Daibutsu au Tōdai-ji. Au Xe siècle, le transport du mikoshi dans la communauté pendant les fêtes du sanctuaire est devenu une pratique conventionnelle.

### Sanctuaires branches
Avec le temps, un grand nombre de sanctuaires Hachiman ont étendu la portée du kami d'Usa. En 859, Iwashimizu Hachiman-gū est établi pour étendre l'influence protectrice de Hachiman sur Kyoto et ce sanctuaire attire toujours les fidèles et les touristes aujourd’hui. En 923, Hakozaki-gū est fondé à Fukuoka comme extension du sanctuaire d'Usa. En 1063, Tsurugaoka Hachiman-gū est fondé par Minamoto no Yoriyoshi pour étendre l'influence protectrice de Hachiman sur Kamakura et aujourd'hui ce sanctuaire attire plus de visiteurs que n'importe quel autre sanctuaire au Japon.

## Festival Hōjō-e
En raison de son ascendance religieuse mixte, l'un des festivals importants au sanctuaire est le Hōjō-e (放生会), à l'origine cérémonie bouddhiste au cours de laquelle des oiseaux et des poissons captifs sont libérés. La cérémonie est accompagnée de danses sacrées kagura destinées à commémorer les âmes des poissons tués par les pêcheurs pendant l'année précédente. C'est ici qu'a eu lieu le premier rite syncrétiste de fusion du bouddhisme et du shintoïsme, rite maintenant pratiqué dans de nombreux sanctuaires dans tout le pays.

## Architecture
Le bâtiment principal et le Kujaku Monkei sont classés trésors nationaux du Japon.
Les bâtiments qui composent le complexe sanctuaire actuel ont été construits au milieu du XIXe siècle. Leur configuration caractéristique, appelée « Hachiman-zukuri », se compose de deux structures parallèles avec des toits à pignons interconnectés sur le côté non-pignon pour former ce qui, à l'intérieur, ne fait qu'un seul bâtiment. Vu de l'extérieur cependant, le complexe donne toujours l'impression d'être composé de deux bâtiments séparés. La structure de devant, appelée le ge-in, est l'endroit où la divinité est censée résider pendant la journée. La structure à l'arrière, appelée le nai-in, sert de chambre à coucher de la divinité pendant la nuit.

## Galerie d'images

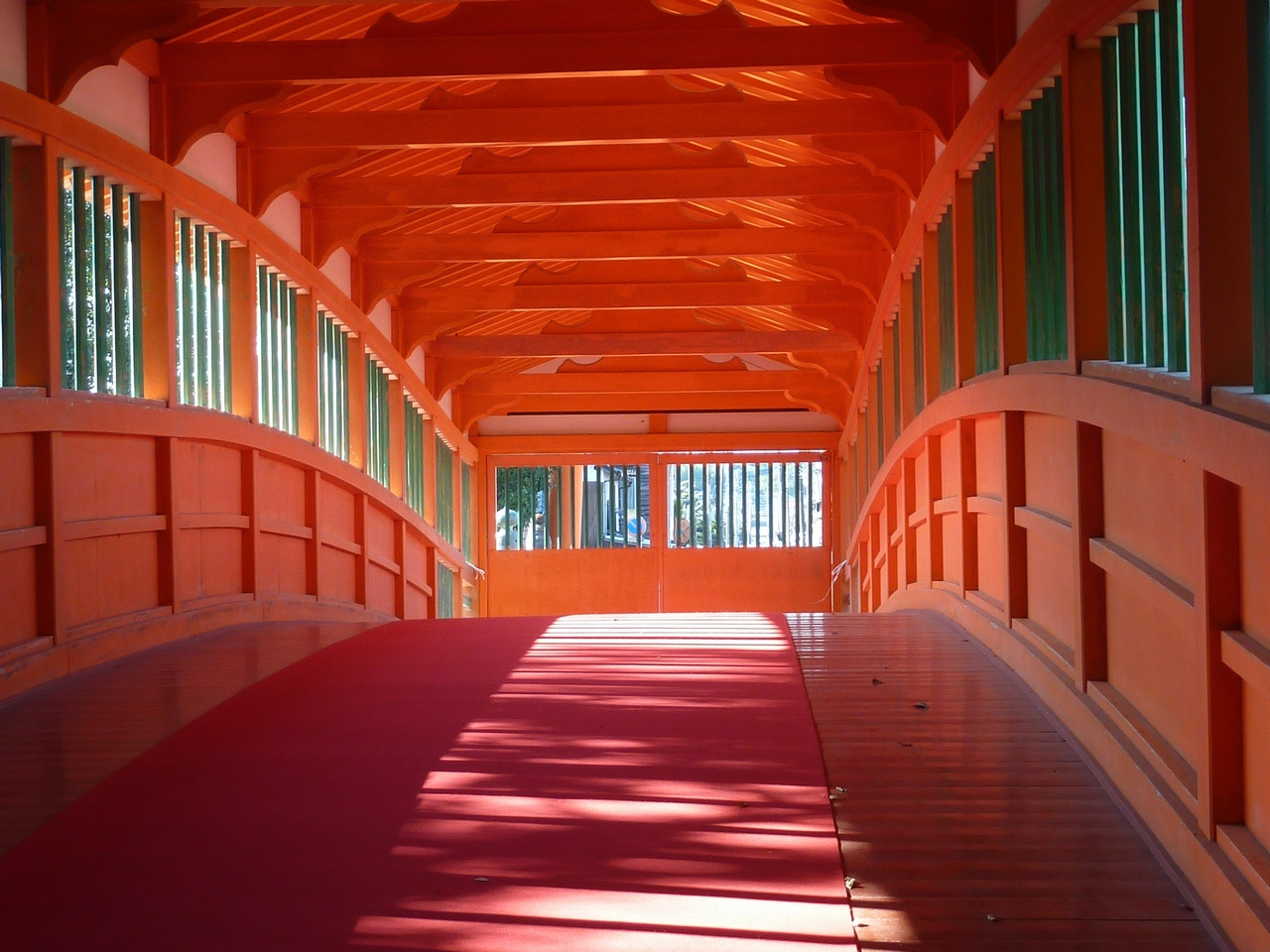
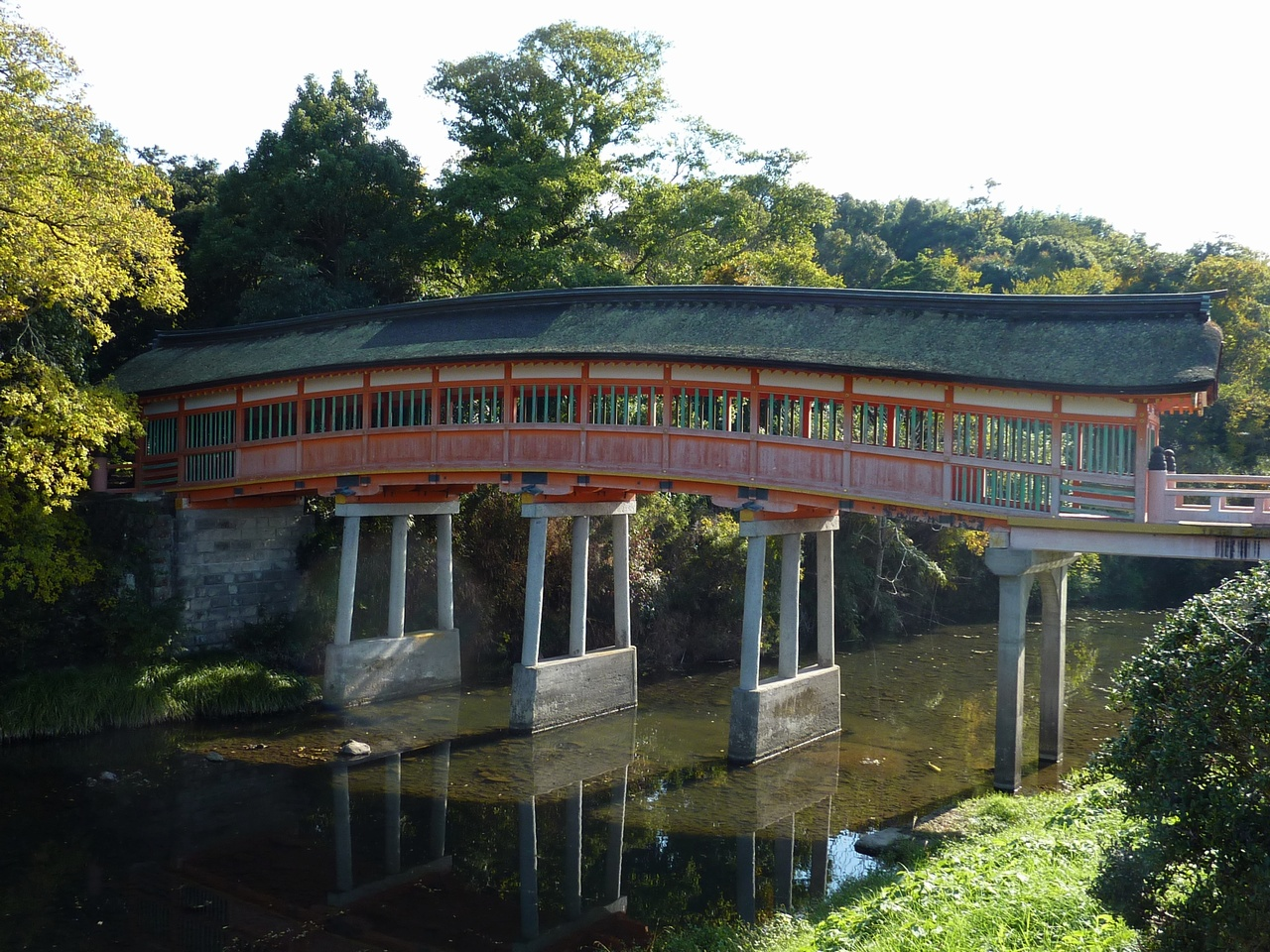
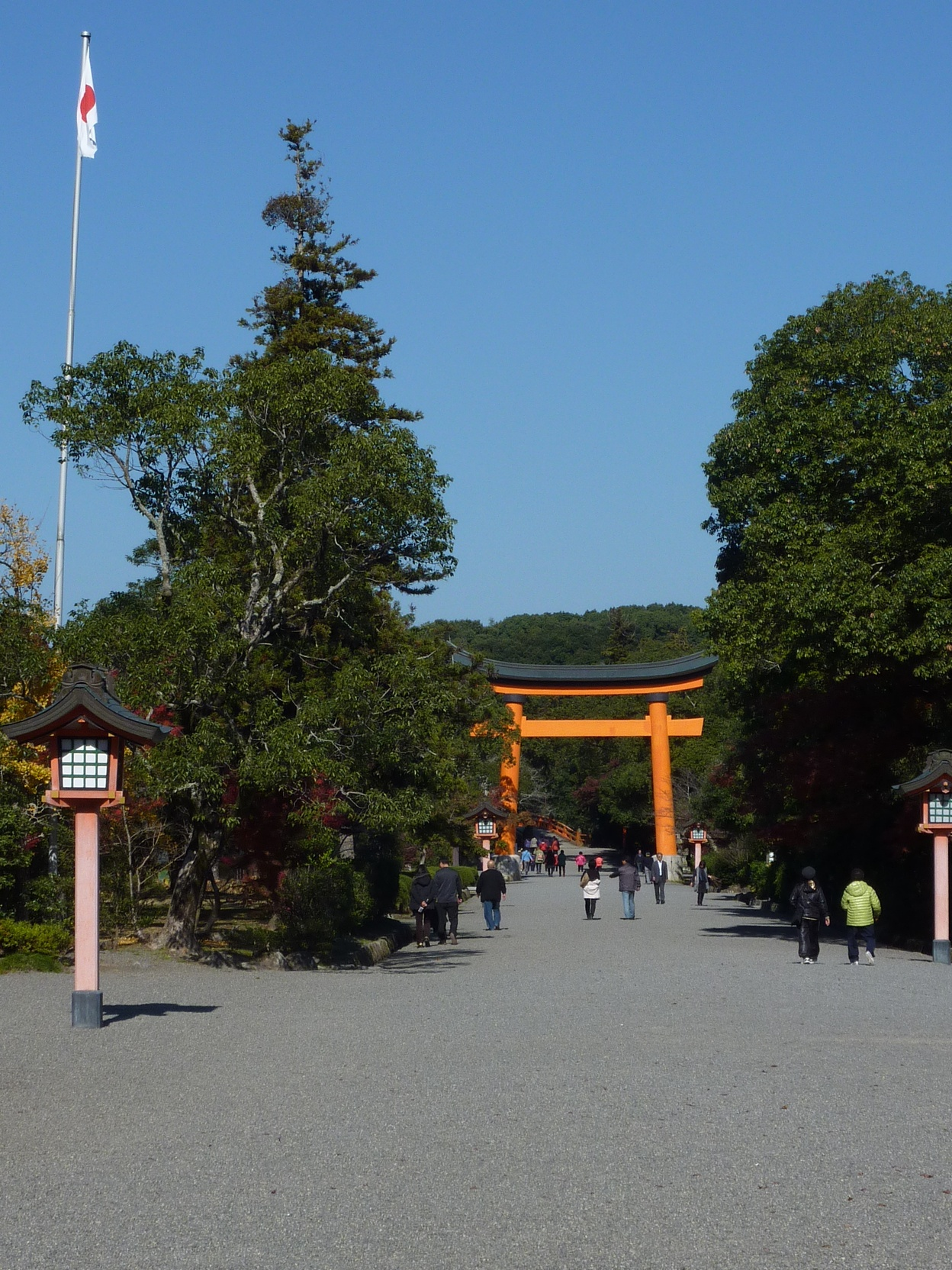
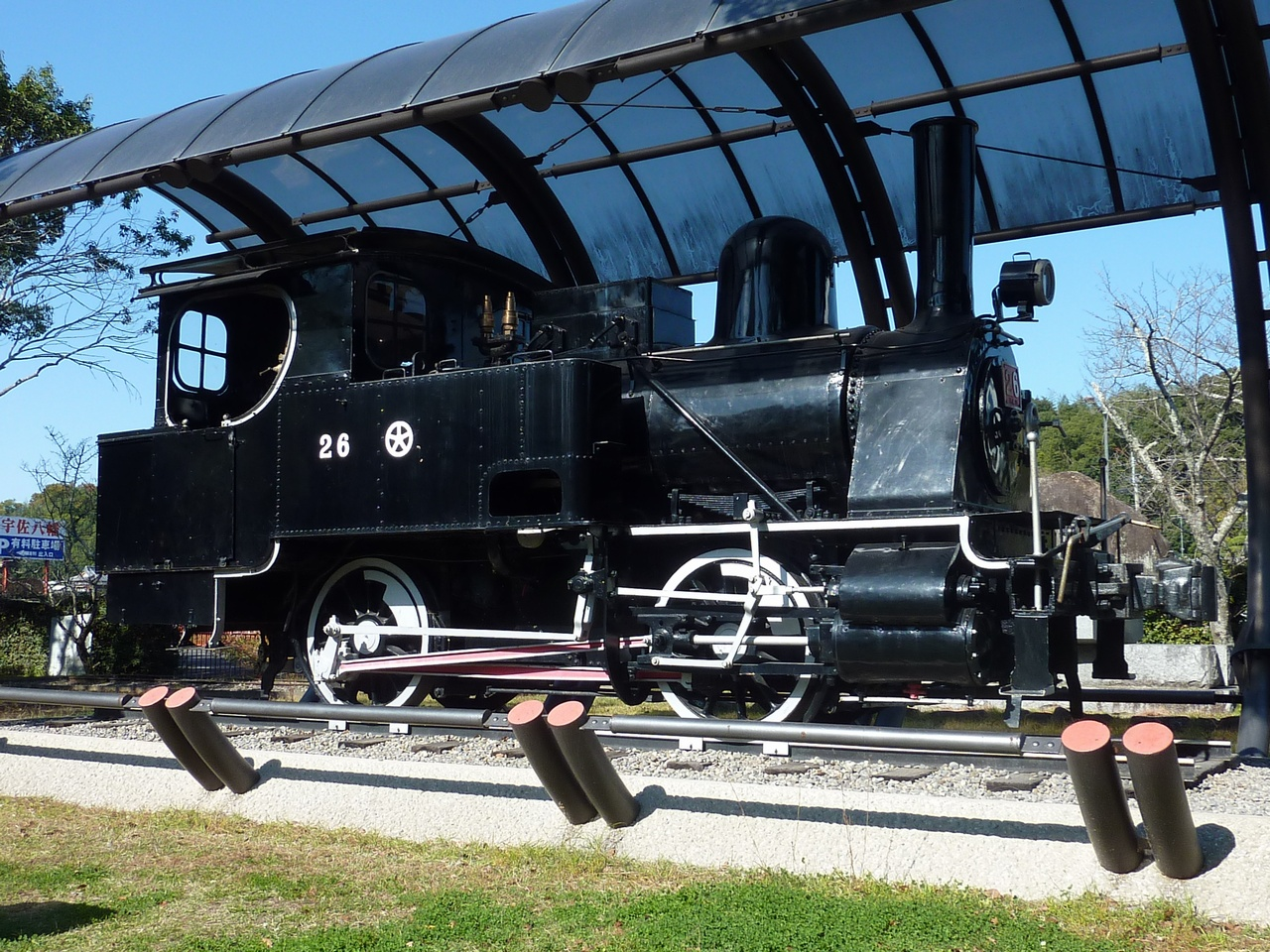